# Pôle de compétitivité PICOM
Le pôle de compétitivité des industries du commerce (PICOM) rassemble les principaux acteurs français des domaines de la distribution, du commerce électronique et de la relation client. 

## Présentation
- Si vous ne connaissez pas le sujet, laissez ce bandeau (vous pouvez alors contacter les auteurs).
- Si vous supprimez le contenu mis en cause (vous pouvez préalablement contacter les auteurs),

argumentez précisément cette suppression dans la page de discussion
(un manque de référence n'est pas un argument ; une recherche réelle de référence doit avoir été effectuée, être formellement documentée).
Le pôle PICOM comprend une soixantaine d'entreprises de distributions, de sociétés de services et de technologies numériques, telles que Atos, Auchan, Castorama, Decathlon, IBM, La Poste, Leroy Merlin, Mobivia-Norauto, Orange, KparK et de nombreuses PME et jeunes pousses, ainsi que des établissements d'enseignement supérieur et de recherche de la COMUE Lille Nord de France, tels que l'École centrale de Lille, l'Université de Lille, l'Institut Mines-Télécom Lille Douai, l'EDHEC Business School et l'INRIA Lille.
Sa mission est « le développement d'un pôle de référence mondial pour la distribution du futur. »
Ses acteurs sont notamment situés dans la Métropole européenne de Lille : dans le parc scientifique de la Haute Borne (Cité scientifique), dans le site EuraTechnologies et dans la zone de l'Union - plaine image.